# موزيس إينوانغ
موزيس إينوانغ (بالإنجليزية: Moses Inwang)‏ (مواليد 31 يناير 1978)، هُو مُخرج ومُنتج أفلام نيجيري.

## وصلات خارجية
- موزيس إينوانغ في قاعدة بيانات الأفلام على الإنترنت